# Trichoanoreina albomaculata
Trichoanoreina albomaculata är en skalbaggsart som beskrevs av Júlio och Monné 2005. Trichoanoreina albomaculata ingår i släktet Trichoanoreina och familjen långhorningar. Inga underarter finns listade i Catalogue of Life.